# Кердан, Александр Борисович
Алекса́ндр Бори́сович Ке́рдан (род. 11 января 1957, Коркино, Челябинская область) — российский поэт и прозаик, журналист, кандидат философских наук (1996), доктор культурологии (2007), полковник. Член Союза писателей России (с 1993 года). Секретарь правления Союза писателей России (2004—2009), сопредседатель правления Союза писателей России (с 2009 по 2023 год). С 2014 по 2016 год и с 2019 года по настоящее время — член Общественного совета при Министерстве культуры Свердловской области. С 2021 года — член правления литературного форума "Мiръ Слова" при Издательском Совете РПЦ. В январе 2023 года избран сопредседателем регионального штаба ООД «Культурный фронт России» по Свердловской области.

## Биография

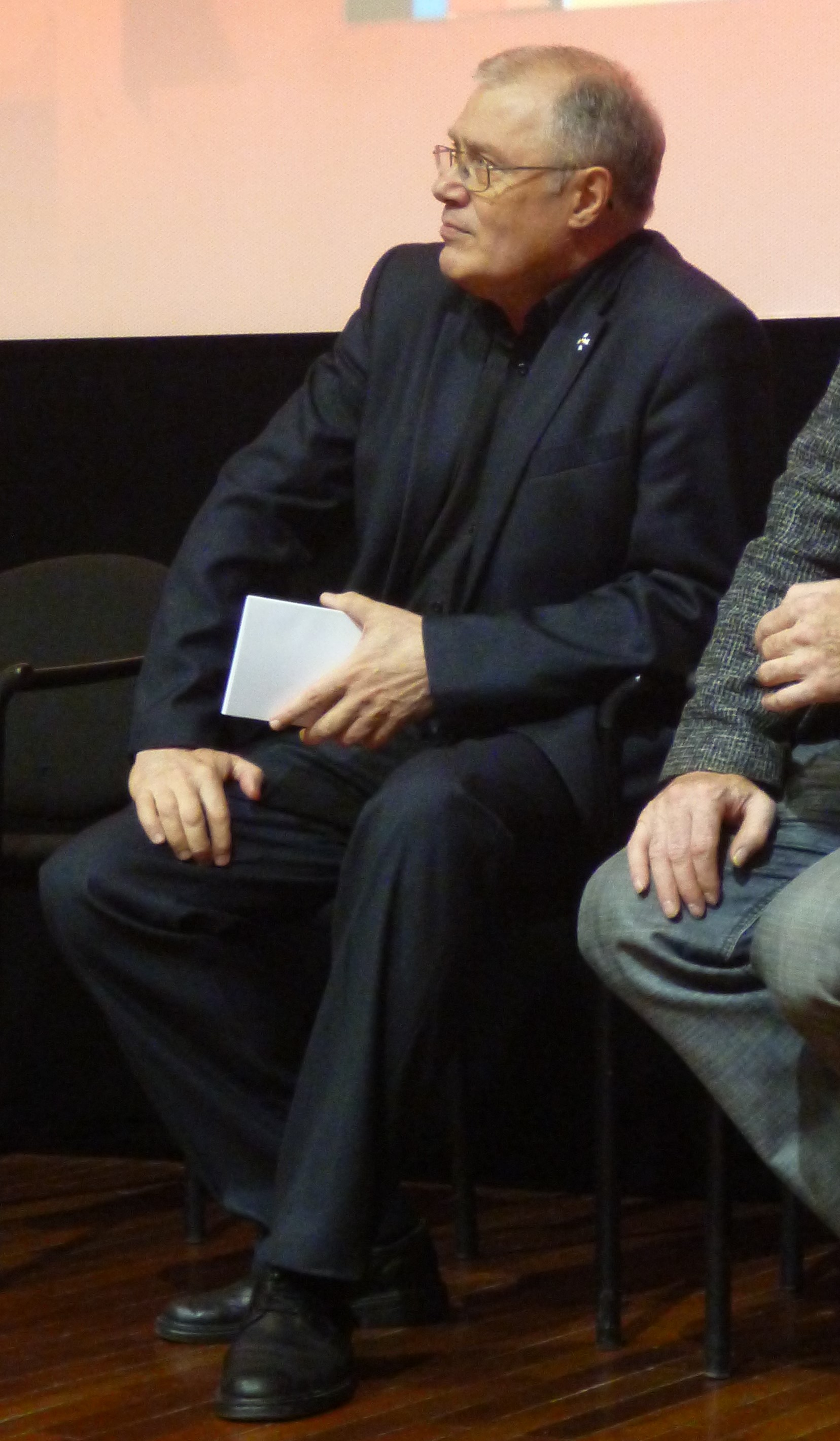
Александр Кердан на вечере фронтовой лирики на кинофестивале «Россия», 6 октября 2023 года

Александр Борисович Кердан родился 11 января 1957 года в городе Коркино, Челябинской области. Мать Христина Ивановна работала бухгалтером в школе.
В 1978 году окончил Курганское высшее военно-политическое авиационное училище (с дипломом с отличием и золотой медалью).
Проходил службу в войсках Уральского военного округа в качестве политработника.
Участник IX всесоюзного совещания молодых писателей в Москве (1989), совещаний молодых писателей армии и флота в Дубултах (1985), Ислочи (1987, 1989).
В 1990 году с отличием окончил педагогический факультет Военно-политической академии имени В. И. Ленина, а в 1996 году адъюнктуру Военного университета в Москве.
В 1991—1993 — преподавал на кафедре общественных наук Челябинского высшего военного автомобильного инженерного училища. В 1993—2001 — военный журналист, корреспондент журналов Министерства Обороны Российской Федерации «Воин России» (ранее «Честь имею») и «Ориентир» по Уральскому военному округу.
В 1996 году защитил диссертацию на соискание учёной степени кандидата философских наук: «Искусство в системе средств формирования чести офицера Вооружённых Сил России», в 2007 г. — диссертацию на соискание учёной степени доктора культурологии: «Социальная престижность государственной службы в России: культурологический анализ (на примере становления офицерской чести)».
На протяжении 27 лет находился на службе в Советской, а затем Российской армии. Вышел в запас в 2001 году в звании полковника.
Александр Борисович Кердан с 2000 года по настоящее время — координатор Ассоциации писателей Урала (включает 22 областные, краевые, республиканские организации Союза писателей России и Союза российских писателей на территории Урала, Поволжья и Западной Сибири). Главный редактор литературно-художественного альманаха «Чаша круговая» (с 2001 года по настоящее время) и газеты-журнала писателей Урала «Большая медведица» (с 2005 по 2016 год). Организатор и руководитель международных, всероссийских и всеуральских совещаний молодых писателей в Каменске-Уральском (2002, 2007, 2011, 2013, 2015), Нижнем Тагиле (2001, 2005), Ишиме (2003), Сургуте (2009), Сыктывкаре (2019). Соавтор идеи и организатор литературных конкурсов на соискание Всероссийских литературных премий имени Д. Н. Мамина-Сибиряка (с 2002 года по настоящее время), имени поэта-фронтовика В. Т. Станцева (с 2010 года), международной премии Владислава Крапивина (2006—2008), Литературной премии Уральского федерального округа (2011—2019) и др. Один из создателей екатеринбургского издательства «АСПУР», выпустившего в свет более двухсот книг. Автор издательских проектов: «Библиотека поэзии (прозы) Каменного пояса», «МИР: мой исторический роман», «Библиотека российской поэзии», «Библиотека семейного чтения», «На разных языках»,«Слово о Великой Победе», «Уральский меридиан»,  «За ленточкой» и др. Является инициатором и организатором акции «Бессмертный полк русской литературы», проводящейся ежегодно (начиная с 6 июня 2017 года) у памятников А. С. Пушкину в нескольких городах Урала и Западной Сибири.
Живёт в Екатеринбурге.

## Награды и премии
- Заслуженный работник культуры Российской Федерации (2002)
- Награждён орденом Дружбы (6 февраля 2009)[3]
- Награждён медалями СССР, Российской Федерации, ГДР, в том числе:
  - Юбилейная медаль «60 лет Вооружённых Сил СССР» (1978)
  - Юбилейная медаль «70 лет Вооружённых Сил СССР» (1988)
  - Медаль «За безупречную службу» II и III степени
  - Медаль «За воинскую доблесть» II степени
  - Медаль «За укрепление боевого содружества» (Министерство обороны России)
  - Медаль «За отличие в военной службе» I степени
  - Медаль «200 лет Министерству обороны» (2002)
  - Медаль «200 лет МВД России» (2013)
  - Медаль МВД «300 лет российской полиции» (2020)
  - Медаль «15 лет вывода советских войск из Демократической Республики Афганистан» (Комитет по делам воинов-интернационалистов, 2004)
  - Медаль «20 лет вывода советских войск из Афганистана» (Организационный Комитет по подготовке к 20-летию вывода советских войск из Афганистана и 65-й годовщине Победы в Великой Отечественной войне, 2008)
  - Медаль «30 лет вывода советских войск из Афганистана» (Свердловская областная организация им. Героя Советского Союза Исламова Ю. В. ООО «Российский Союз ветеранов Афганистана»)
  - Памятная медаль «Ветерану Холодной войны на море» (Международная ассоциация общественных организаций ветеранов подводного флота и моряков подводников)
  - Медаль Екатеринбургской Митрополии «Святая великомученица Екатерина» I степени (2013)
  - Орден святого благоверного князя Даниила Московского III степени (2022)
  - Епархиальная медаль Тобольской Епархии Святителя Филофея, Митрополита Тобольского (2021)
  - Медаль Лермонтова (Российский Лермонтовский комитет)
  - Медаль «Генералиссимус Александр Суворов» (Союз писателей баталистов и маринистов)
  - Памятная медаль «60 лет Победы в Великой Отечественной войне» (Постоянный Президиум Съезда народных депутатов СССР, 2005)
  - Медаль «90 лет Всесоюзному ленинскому коммунистическому союзу молодёжи» (Постоянный Президиум Съезда народных депутатов СССР, 2008)
  - Медаль «Ветеран ВМФ. За службу Отечеству на морях»
  - Памятная медаль «За службу в Центральном военном округе»
  - Медаль «60 лет уничтожения самолёта-разведчика „Локхид U-2“» (Свердловская региональная ОО"Ветераны Уральского объединения ПВО"
  - Медаль «Воинское братство»
  - Медаль Союза писателей России «М. А. Шолохов» за значительные достижения в творчестве (2020).
  - Почётная медаль «За приверженность в деле защиты социализма» (нем. Ehrenmedaille „Bekenntnis und Tat zum Schutz des Sozialismus“) (Союз свободной немецкой молодёжи, Германская Демократическая Республика)
  - Орден Достоевского I степени (Постановление Президиума Пермского краевого профсоюза работников культуры от 27.11.2015 года и решение Правления краевой писательской организации от 29.10.2015 года).
  - Орден «Звезда Достоевского» (Решение учредителей Ордена из Москвы-Кемерово-Барнаула, среди которых правнук Ф. М. Достоевского, СП Кузбасса и др. от 19.02.21 года).
  - Орден М. Т. Калашникова III степени. Удостоверение № 102 (Решение Совета Общероссийской общественно-патриотической организации «Союз имени М. Т. Калашникова» от 3.05.2023 г.).
  - Юбилейная медаль «400-летие Тобольской епархии» (2022).
- Почётный гражданин города Коркино (2008)
- Знак ЦК ВЛКСМ «Воинская доблесть» (1987)
- Почётный знак «За заслуги перед городом Екатеринбургом» (2012)
- Почётный знак имени Петра Павловича Ершова «За вклад в литературу, культуру и образование» (Распоряжение Главы г. Ишима № 07-в от 14 января 2022 г.)
- Патриаршая грамота (2010)
- Архирейская грамота Русской Православной Церкви (2008, 2021)
- Грамоты: Союза писателей России (2002), ЦК ВЛКСМ (1978, 1981, 1984), Губернатора Челябинской области (2007, 2012), Главы города Екатеринбурга (1998, 2012), Главы города Коркино (1994), Главы города Муравленко (2008), Министерства культуры Свердловской области (2002, 2004, 2012, 2017), Генерального консула Кыргызской Республики в городе Екатеринбурге (2019, 2019), Союза российских писателей (2018, 2023).
- Благодарности: Министра культуры Российской Федерации (2018); полномочного представителя Президента РФ в Уральском федеральном округе (2012);
- Благодарственные письма: Митрополита Тобольского и Тюменского (2020); Союза российских писателей (2021); Министра культуры Свердловской области (2022, 2024); Депутата Государственной думы РФ, председателя ООД "Культурный фронт России" Н.П. Бурляева (2024)
- Ценные подарки Министра Обороны СССР (1988, 1990)[4]

Премии:
- Лауреат Большой литературной премии России (2010)
- Лауреат премии «Полярная звезда» (2012)
- Лауреат премии «Золотое перо» (2008)
- Лауреат премии «Честь и Отечество» (2010)
- Лауреат премии «Югра» (2011)
- Лауреат Российской литературной премии имени Александра Грина (2007)
- Лауреат премии имени генералиссимуса А. В. Суворова (2006)
- Лауреат премии имени П. П. Бажова (2000)
- Лауреат премии «Традиция» (2001)
- Лауреат премии Губернатора Свердловской области за выдающиеся достижения в области литературы и искусства (2003, 2022, 2025)
- Лауреат Губернаторской премии Алтайского края имени Р. И. Рождественского (2016)
- Лауреат премии имени В. Н. Татищева и Г. В. де Геннина (1999)
- Лауреат Литературной премии Уральского федерального округа (2011)
- Лауреат открытого литературного конкурса имени В. Б. Свинцова (2011)
- Лауреат премии имени И. А. Ильина (2012)
- Лауреат премии Главы Екатеринбургской Митрополии в области культуры и искусства за вклад в сохранение и развитие духовно-нравственных ценностей русской культуры (2017).
- Лауреат Всероссийского конкурса военно-патриотической песни «Пою моё Отечество» (2002)
- Лауреат Всероссийского телевизионного конкурса «Романс. XXI век» (2011)
- Книга исторических романов «Земля российского владения» удостоена «Золотого Витязя» и диплома на IV славянском форуме искусств «Золотой Витязь» (Суздаль, 2013).
- Обладатель специального приза жюри XII Международного Славянского литературного форума «Золотой Витязь» за роман «Царь горы» (2021).
- Лауреат международной премии имени В. С. Пикуля (2019)
- Лауреат литературной премии имени Ф. Ушакова, учреждённой Омской областной организацией СПР и Администрацией Марьяновского района (2019).
- Лауреат Филофеевской литературной премии за избранные сочинения в шести томах (вручается Митрополитом Тобольским и Тюменским) за 2021 год.
- Лауреат 1-й степени в номинации «Лучшее художественное произведение» XVI-го открытого конкурса изданий «Просвещение через книгу» (организатор — Издательский Совет РПЦ при поддержке Министерства цифрового развития, связи и массовых коммуникаций Российской Федерации), за 2021 год.
- Лауреат премии Главы Коркинского муниципального района в области художественного творчества (2022).

Почётный профессор Уральского института бизнеса имени И. А. Ильина (2005).
С 2015 года, в Коркино в канун Дня города ежегодно проводятся Кердановские чтения, в которых принимают участие известные писатели, артисты, музыканты из разных областей Урала, Сибири и других регионов России.
Решением Собрания депутатов Коркинского района № 154 от 22 февраля 2017 года Коркинской межпоселенческой центральной библиотеке присвоено имя Александра Кердана.
В 2019 году Администрацией Коркинского муниципального района и Ассоциацией писателей Урала учреждена Кердановская литературная премия, вручаемая ежегодно молодым литераторам, а также работникам сферы культуры и образования, внёсшим достойный вклад в развитие отечественной словесности. Первая церемония вручения премии состоялась 28 сентября 2019 года на Пятых Кердановских чтениях.

## Творчество
Первые стихи опубликовал будучи курсантом военного училища в газете «Патриот» (КВВПАУ), в коркинской газете «Горняцкая правда» (1975 г.), в курганской областной молодёжной газете «Молодой ленинец», в кировской областной молодёжной газете «Комсомольское племя» (1978 г.).
В дальнейшем стихи и проза публиковались в журналах «Урал», «Уральский следопыт», «Аврора», «Москва», «Воин России», «Наш современник», «Родная Ладога», «Балтика», «Сибирские огни», «Огни Кузбасса», «День и Ночь», «Сельская новь», «Александр», «Симбирск», «Дон», «Славянин», «Белая вежа», «Новая Немига литературная», «Азербайджан», «Литературный Кыргызстан», «Весы», в альманахах «Истоки», «День поэзии», «Южный Урал», «Эринтур», «Брега Тавриды», в «Роман-газете», в роман-журнале для школьников «Путеводная звезда», в «Литературной газете», «Красной звезде» и других изданиях России, Украины, Белоруссии, Эстонии, Азербайджана, Кыргызстана, Болгарии, США. Главы его исторического романа «Берег отдалённый» опубликованы в США в еженедельной русскоязычной газете «Русская Америка» (Нью-Йорк). По итогам публикации, А. Кердан был признан «Лучшим автором года» и награждён почётным дипломом. Стихи и проза Кердана переводились на английский, испанский, немецкий, итальянский, болгарский, белорусский, хантыйский, якутский, азербайджанский, коми, удмуртский, башкирский и киргизский языки. Он — автор более 60 научных статей, двух монографий и 87 книг стихов и прозы, вышедших в Москве, Санкт-Петербурге, в Западной Сибири, на Урале и в Поволжье, в Азербайджане и в США.
На стихи Кердана композиторами Александром Пантыкиным, Евгением Щекалевым, Сергеем Сиротиным, Еленой Захаровой, Натальей Иванчук, Юрием Воронищевым, Львом Фёдоровым и др. написано более 250 песен, вошедших в репертуары Уральского академического русского народного хора, муниципального хора «Доместик», детского хора «Октоих», ансамбля песни и пляски Центрального военного округа и ансамбля Железнодорожных войск России, известных исполнителей: Светланы Комаричевой, Леонида Серебрянникова, Юрия Яковлева, Яны Чабан, Валерия Топоркова, Эркина Холматова, Екатерины Новиковой и др. Песни, написанные на стихи Кердана, вошли в компакт-диск «Я сочинил однажды песню…», выпущенный студией «Солдаты России» в 2007 году.
Кердан — автор сценария (в соавторстве с Арсеном Титовым) документального кинофильма «Берёзка», снятого екатеринбургской кинокомпанией «Снега» в 2013 году. В январе 2017 года на Новой сцене Свердловского академического театра музыкальной комедии состоялась премьера музыкально-поэтического концерта-спектакля «Светла судьба» по стихам Александра Кердана (режиссёр Сергей Пантыкин). Спектакль был включён в репертуар «Живого театра Александра Пантыкина».
В 2023 году Студия анимации Инновационного культурного центра Первоуральска выпустила в свет мультфильм "Пуговица" (режиссёр Диляра Сильницкая) по одноимённой сказке А.Кердана, в котором он выступил автором сценария. 
Среди наиболее известных художественных произведений Кердана — романы: «Крест командора», «Звёздная метка», «Роман с фамилией», «Караул», «Невольники чести», «Камень духов», «Царь горы», «Последний чекист»; сборники стихов: «Сибирский тракт», «Избранное», «Новые стихи», «Стакан земляники», «Новый век», «Подробности жизни», «Русское небо». В 2005 году в екатеринбургском издательстве «Сократ» вышло в свет собрание сочинений Кердана в трёх томах. В 2021 году в издательстве «АсПУр» вышло в свет собрание сочинений Александра Кердана в шести томах, оформленное заслуженным художником России Сергеем Горбачёвым. Стихи и проза А. Б. Кердана неоднократно становились объектом интереса столичных и уральских критиков, высоко отзывавшихся об их достоинствах. Вызвавший большой резонанс исторический роман «Берег отдаленный», по мнению доктора исторических наук и критика Лолы Звонарёвой, наглядно показывает способности автора создавать интересный, многоплановый и увлекательный сюжет.

Роман «Берег отдаленный» написан в лучших традициях мировой исторической прозы, в нём заметно влияние, оказанное на автора Ф. Купером, Майн Ридом, В. Скоттом… В «Береге отдаленном» Александр Кердан впервые в постсоветской прозе предлагает читателям совершенно иной взгляд на события 14 декабря 1825 года и государя императора Николая Первого, по мнению писателя, искренне убежденного в том, что «русским людям не нужны все эти конституции и парламенты, а нужен заботливый Государь и своя вера. Они одни и могут сделать народ счастливым!». Это взгляд православного человека.